# Smooth jazz
Lo smooth jazz è un genere musicale derivante fondamentalmente dal jazz, con caratteristiche stilistiche affini alla fusion, al pop e al funk che lo rendono più commercialmente fruibile ad una fascia più ampia di ascoltatori rispetto al jazz tradizionale. Per questa sua peculiarità lo Smooth Jazz, con un proprio formato radiofonico affiliato al jazz, gode di una maggiore e crescente diffusione da parte di migliaia di stazioni radio in tutto il mondo.

## Caratteristiche
È un genere caratterizzato dalla semplificazione delle complessità armoniche e improvvisative del jazz, con maggior enfasi sulle melodie, con sonorità più rilassanti rispetto alla fusion o al funk, e quindi molto più orecchiabile e commerciabile soprattutto per quanto concerne la diffusione radiofonica.
Da ricordare sicuramente per importanza nello sviluppo stilistico del genere artisti quali Bob Acri, Bob James, Boney James, Roberto Tola, Chieli Minucci, George Jinda, Paolo Rustichelli, Michael Lington, Russ Freeman & The Rippingtons, Brian Bromberg, Fattburger, Peter White, Kenny G, Paul Hardcastle, tutti dalle capacità sia tecniche che espressive davvero notevoli.
In tale genere musicale, più che in altri, si assiste alla continua commistione di stili musicali differenti, che oltre al jazz al pop,  funk, soul, blues è sovente influenzato anche dai generi musicali sudamericani, soprattutto bossa nova e latin jazz.

## Sviluppo
Uno sviluppo di questo genere ha portato alla nascita del termine "urban jazz", che incorpora aspetti hip hop al proprio interno. Questo stile è normalmente trasmesso da alcune stazioni radio contemporanee che mandano e mixano hip hop e R&B. Alcuni dei più importanti musicisti definibili urban jazz sono Dave Koz, Boney James, Paul Jackson Jr. e Bobby Perry.
L'urban jazz include anche artisti importantissimi nel genere come Michael Lington, Brian Bromberg, David Lanz, Kim Waters, Ken Navarro, Walter Beasley, Everette Harp, Joyce Cooling, Jeff Golub, Najee, Fattburger, Gerald Albright e Richard Elliot.